# Waldenburg (Sassonia)
Waldenburg è una città di 3 938 abitanti della Sassonia, in Germania.
Appartiene al circondario (Landkreis) del Zwickau (targa Z) ed è parte della comunità amministrativa (Verwaltungsgemeinschaft) di Waldenburg.

## Storia
Il 1º gennaio 1999 alla città di Waldenburg venne aggregato il comune di Dürrenuhlsdorf.